# Pteropsaron neocaledonicus
Pteropsaron neocaledonicus és una espècie de peix de la família dels percòfids i de l'ordre dels perciformes.

## Descripció
Fa 4,5 cm de llargària màxima. 4 espines i 14-15 radis tous a l'aleta dorsal i 23 radis tous a l'anal.

## Hàbitat i distribució geogràfica
És un peix marí, demersal i de clima subtropical, el qual viu al Pacífic: l'Île des Pins (Nova Caledònia).

## Observacions
És inofensiu per als humans.